# Bienenwolf (Wespe)
Der Bienenwolf (Philanthus triangulum) gehört zur Grabwespen-Familie Crabronidae in der Insekten-Ordnung Hautflügler (Hymenoptera). Ab etwa Mitte Juni sind die schwarzgelben Insekten zu beobachten, die man an ihrem großen Kopf, den im mittleren Teil dickeren Fühlern, den auffälligen Grabborsten bei den Weibchen sowie am Schwirrflug, ähnlich jenem der Schwebfliegen erkennen kann. Die Körperlänge der etwas über bienengroßen Bienenwolf-Weibchen beträgt 13 bis 18 Millimeter, die der Männchen jedoch nur 8 bis 10 Millimeter.

## Lebensraum
Man findet den Bienenwolf in Großteilen Europas bis hin nach Sibirien, auf warmen und trockenen Heiden und Magerrasen, die den Steppen ähneln. Dieses Biotop geht infolge der Einwirkung durch den Menschen fortschreitend zurück, so dass der Bienenwolf dort immer seltener wird. Stattdessen kann man die Bienenwölfe als Kulturfolger in Städten „zwischen den Gehwegplatten bei der Anlage ihrer Nester beobachten“.

## Nahrung

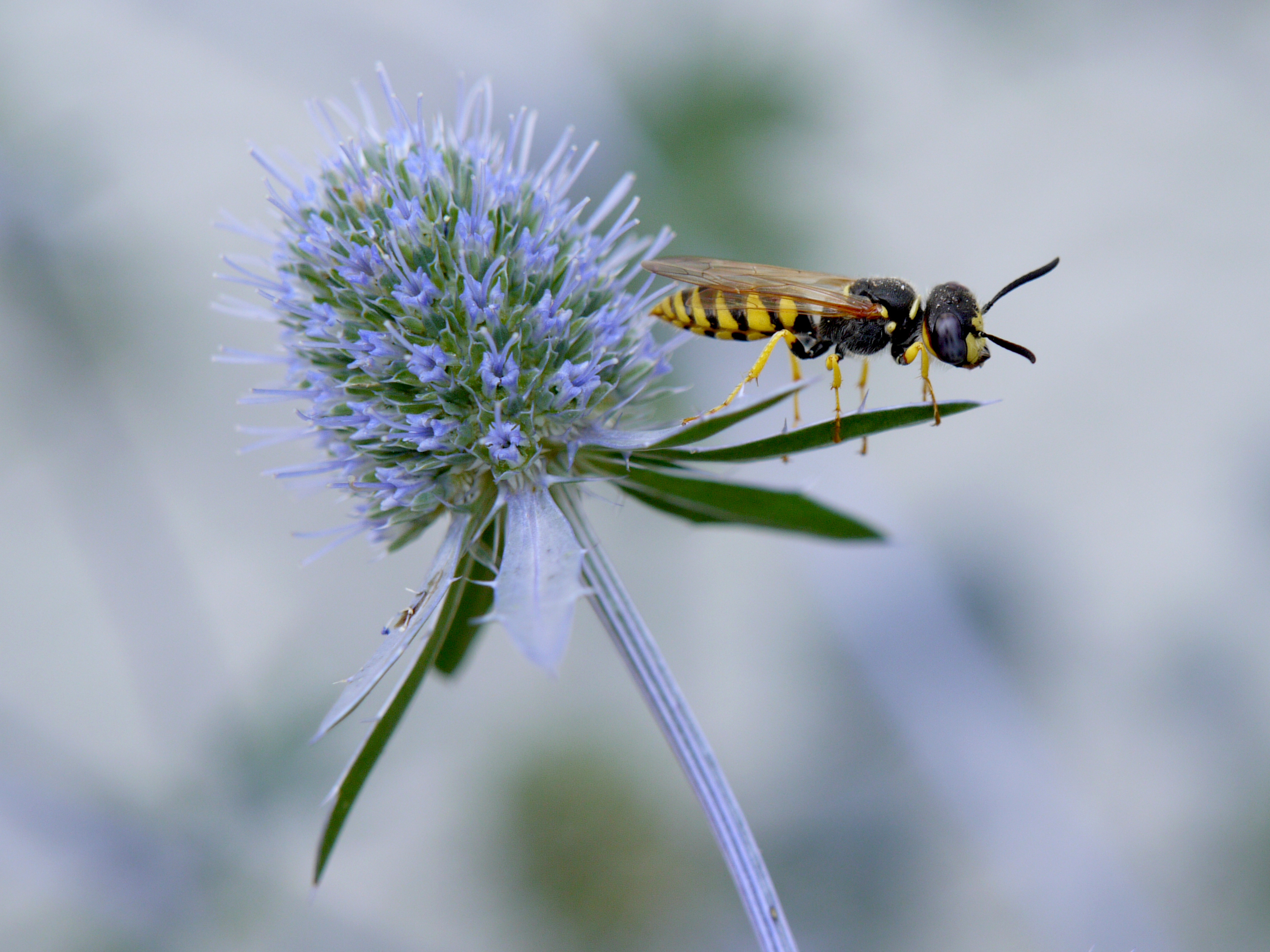
Männchen des Bienenwolfs beim Besuch eines Mannstreu-Blütenstands

Als Nahrung für die Larven dient in Mitteleuropa fast ausschließlich die Honigbiene (Apis mellifera). In sehr seltenen Fällen sollen auch Wildbienen als Beute dienen.
Wie bei allen Grabwespen erfolgt die Erbeutung ausschließlich durch die Weibchen. Das Opfer wird beim Blütenbesuch überwältigt, nachdem es zunächst optisch ausgemacht und dann durch Rütteln in der Luft im Abstand von wenigen Zentimetern geruchlich geprüft wurde. Durch die Schnelligkeit des unerwarteten Angriffs ist in aller Regel keine Gegenwehr möglich. Das mit den Beinen ergriffene Opfer wird sofort durch einen Stich zwischen die Vorderhüfte gelähmt. Daraufhin presst der Bienenwolf mit seiner Hinterleibspitze den Hinterleib der Beute zusammen. Durch diesen Druck auf den Honigmagen der Biene tritt an ihrem Mund ein Nektartropfen aus, den der Bienenwolf aufleckt. Die Beute wird anschließend in Rückenlage gedreht und im Flug zum Nest transportiert, das sich in sandigem Boden befindet. Während des Fluges wird die Biene mit allen Beinen umklammert. Ein typisches Verhalten beim Anpeilen der Nestöffnung ist der verharrende Schwirrflug und das Hin- und Herpendeln in der Luft für einige Sekunden, bevor sich der Bienenwolf mit seiner Beute in den meist offenen Nesteingang regelrecht hineinstürzt.
Anmerkung: Der rasante Angriff des Bienenwolfes erfolgt nur auf ein Objekt mit Bienenduft, z. B. im Experiment auch auf ein mit Bienenduft beschmiertes Holzklötzchen ähnlicher Größe.
Anders als die Larven ernähren sich erwachsene Bienenwölfe vom Nektar aus den Blüten verschiedener Pflanzen. Wie oben beschrieben, dienen dem jagenden Weibchen auch erbeutete Honigbienen als Nektarlieferanten.

## Fortpflanzung

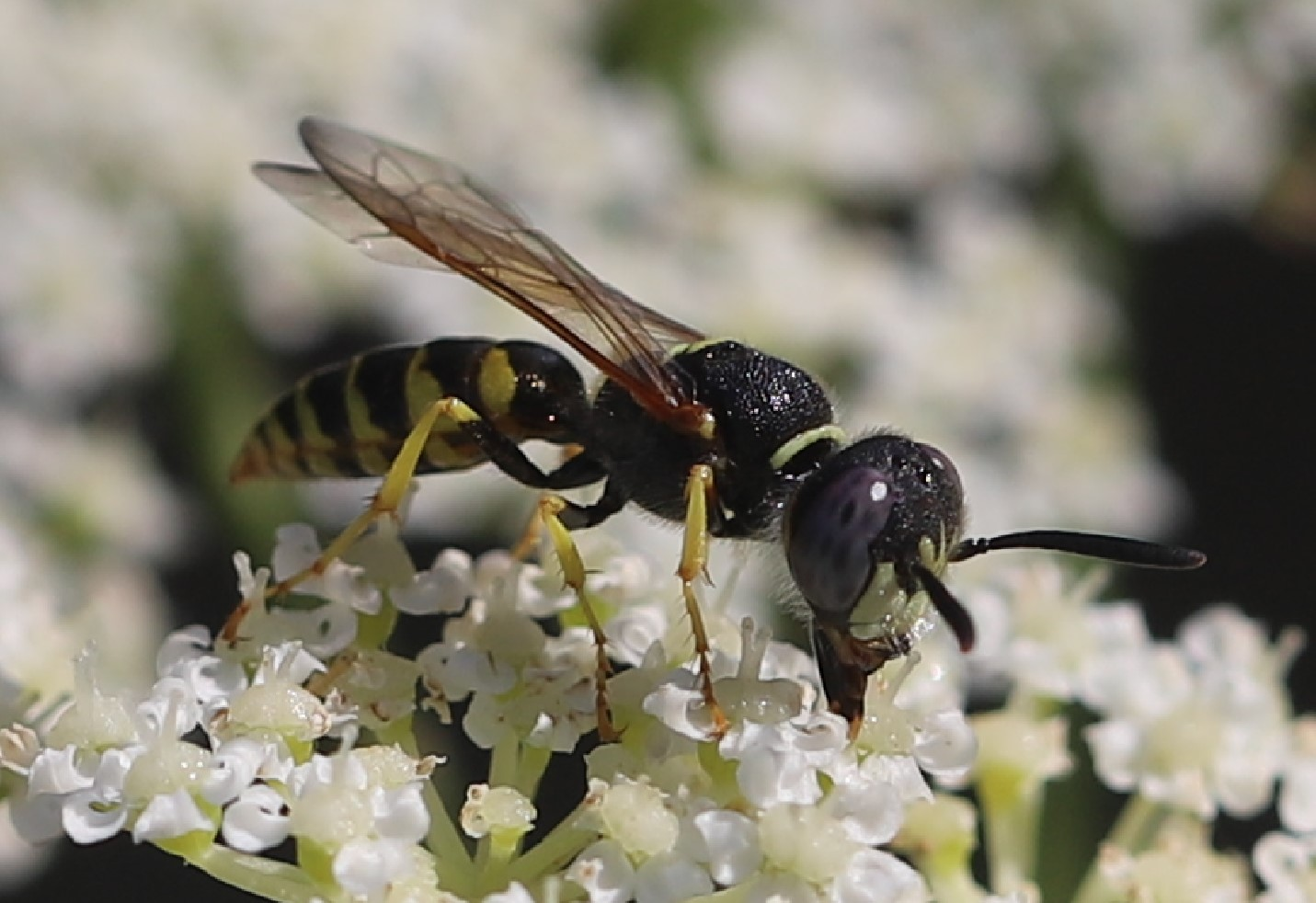
Männchen

Die Weibchen graben eine Röhre in den Boden, die bis zu einem Meter lang sein kann. Diese endet in fünf bis sieben Kammern, in die im Normalfall drei bis vier, aber auch teilweise bis zu sechs gelähmte Honigbienen gebracht werden. Diese dienen zur Ernährung des Nachwuchses, wobei künftige Weibchen eine Biene mehr benötigen als die Männchen.
Lange Zeit wurde angenommen, dass die betäubten Bienen durch das Gift, welches nur eine lähmende Wirkung hat, haltbar gemacht werden und so nicht verderben. Nach Erkenntnissen der Forschergruppe um  Erhard Strohm vom Biozentrum der Universität Würzburg konnte anhand einer Versuchsreihe nachgewiesen werden, dass die Haltbarmachung durch eine spezielle Behandlung der Biene durch den Bienenwolf erfolgt. Dabei leckte der Bienenwolf die Biene mit seinen Mundwerkzeugen intensiv ab. Durch diese spezielle Behandlung bleiben die Bienen mehrere Tage unverdorben. Unbehandelte, aber durch das Gift des Bienenwolfes betäubte Tiere verdarben schon nach wenigen Stunden (Schimmelbefall).
In leicht geneigtem oder horizontalem Gelände wird nach jedem Besuch des Nestes dieses zum Schutz vor Nesträubern, wie etwa diversen Käfern oder Schlupfwespen, verschlossen. Im senkrechten Gelände wird der Eingang ständig offen gehalten.
Aus den anschließend gelegten Eiern schlüpfen weiße, madenförmige Larven. Nach dem Verspeisen der erbeuteten Bienen verpuppen sich die Larven so geschickt auf einem Seidenstiel, dass sie weder Boden noch Wände berühren; dadurch wird zusätzlich verhindert, dass die Puppe (Kokon), begünstigt durch die Feuchtigkeit, womöglich von Pilzen befallen wird. Ungefähr Mitte Juni eines Jahres gräbt sich dann die neue Generation Bienenwölfe aus ihrer Höhle im Erdreich.

### Schutz der Larven durch Antibiotika
Neuere Forschung zeigt zudem, dass der Bienenwolf Streptomyces-Bakterien, vor allem Streptomyces philanthi, kultiviert. Weibliche Bienenwölfe züchten diese Bakterien in speziellen Drüsen ihrer Antennen und schmieren sie an die Decke ihrer Brutzellen. Die Bienenwolflarven wiederum nehmen die Bakterien auf, spinnen sie in die Seide ihres Kokons ein und erhöhen damit ihre Überlebenswahrscheinlichkeit. Die Bakterien bilden antibiotische Substanzen, die den Bienenwolfnachwuchs vor Pilz- und Bakterieninfektionen schützen.
Außerdem produzieren die Bienenwolfeier Stickstoffmonoxid (NO), welches ebenfalls toxisch auf Mikroorganismen wirkt. Damit nicht auch die symbiontischen Streptomyces philanthi geschädigt werden, produzieren die Bienenwölfe in ihrem Antennensekret Kohlenwasserstoffe, zum Beispiel (Z)-9-Tricosen, die ein Diffundieren des NOs bis zu den Bakterien verhindern. So überleben diese und können an die nächste Generation, die schlüpfenden Bienenwolflarven, weitergegeben werden.

## Gegenspieler
Der Bienenwolf wird von der Goldwespe Hedychrum rutilans parasitiert.